# Ulak Surung
Ulak Surung is een bestuurslaag in het regentschap Lubuklinggau van de provincie Zuid-Sumatra, Indonesië. Ulak Surung telt 3967 inwoners (volkstelling 2010).